# UEFA Europa League 2014-2015 (play-off)
Questa voce raccoglie un approfondimento sulle gare dei play-off dell'edizione 2014-2015 della UEFA Europa League.

## Sorteggio
| Gruppo 1                                                                    | Gruppo 1                                          | Gruppo 2                                          | Gruppo 2                                                                 | Gruppo 3                                                   | Gruppo 3                                                 |
| Teste di serie                                                              | Non teste di serie                                | Teste di serie                                    | Non teste di serie                                                       | Teste di serie                                             | Non teste di serie                                       |
| --------------------------------------------------------------------------- | ------------------------------------------------- | ------------------------------------------------- | ------------------------------------------------------------------------ | ---------------------------------------------------------- | -------------------------------------------------------- |
| Lokomotiv Mosca Borussia Mönchengladbach Sparta Praga Villarreal Young Boys | Sarajevo Apollon Limassol Zwolle Astana Debreceni | Maccabi Tel Aviv Zurigo Nacional Tottenham Dnipro | Spartak Trnava Asteras Tripolis Dinamo Minsk AEL Limassol Hajduk Spalato | Dinamo Zagabria Twente PAOK Rapid Vienna Trabzonspor       | Qarabağ Petrolul Zimbru Chișinău HJK Rostov              |
| Gruppo 4                                                                    | Gruppo 4                                          | Gruppo 5                                          | Gruppo 5                                                                 | Gruppo 6                                                   | Gruppo 6                                                 |
| Teste di serie                                                              | Non teste di serie                                | Teste di serie                                    | Non teste di serie                                                       | Teste di serie                                             | Non teste di serie                                       |
| Dinamo Mosca Torino Hull City Legia Varsavia Olympique Lione                | RNK Spalato Omonia Lokeren Aqtöbe Astra Giurgiu   | Metalist Partizan Saint-Étienne Rio Ave PSV       | Neftçi Baku Ruch Chorzów Karabükspor Elfsborg Šachcër                    | Feyenoord Inter Real Sociedad Sheriff Panathinaikos Bruges | Stjarnan Midtjylland Rijeka Grasshoppers Zorja Krasnodar |

## Risultati

### Andata
| Arbitro: | Aljaksej Kul'bakoŭ |

|                        |           |           |
| Kalinić 50’ Šachov 88’ | Marcatori | 47’ Sušić |

| Arbitro: | Marijo Strahonja |

|  |           |                                    |
|  | Marcatori | 41’ Icardi 48’ Dodô 89’ D'Ambrosio |

| Arbitro: | Sergej Karasëv |

|  |           |          |
|  | Marcatori | 48’ Duda |

| Arbitro: | Bas Nijhuis |

|  |           |                                          |
|  | Marcatori | 33’ Cani 48’ dos Santos 84’ Mario Gaspar |

| Arbitro: | Stephan Studer |

|                       |           |                           |
| Samba 33’ Büttner 72’ | Marcatori | 2’ Lobzhanidze 59’ Fofana |

| Arbitro: | Manuel De Sousa |

|                      |           |                         |
| Adrián Sardinero 14’ | Marcatori | 74’ Soldado 80’ H. Kane |

| Arbitro: | Halis Özkahya |

|                      |           |            |
| Lod 63’ Väyrynen 74’ | Marcatori | 58’ Schaub |

| Baku 21 agosto 2014, ore 18:00 CET | Qarabağ      | 0 – 0 referto | Twente | Stadio Tofiq Bahramov\| Arbitro: \| Manuel Gräfe \| |
| Arbitro:                           | Manuel Gräfe |               |        |                                                     |

| Gliwice 21 agosto 2014, ore 18:00 CET | Ruch Chorzów | 0 – 0 referto | Metalist | Stadion Piasta Gliwice\| Arbitro: \| Alon Yefet \| |
| Arbitro:                              | Alon Yefet   |               |          |                                                    |

| Arbitro: | Cristian Balaj |

|           |           |  |
| Maher 59’ | Marcatori |  |

| Arbitro: | Michael Koukoulakis |

|                                 |           |  |
| Stasevič 44’ (rig.) Nikolić 55’ | Marcatori |  |

| Arbitro: | Slavko Vinčić |

|                         |           |             |
| Prodell 27’ Mobaeck 38’ | Marcatori | 65’ Marcelo |

| Arbitro: | Marcin Borski |

|             |           |  |
| Kumbela 60’ | Marcatori |  |

| Arbitro: | Daniele Orsato |

|           |           |                                         |
| Tamuz 45’ | Marcatori | 29’ (rig.), 80’ Čop 90+6’ Paulo Machado |

| Arbitro: | Ivan Bebek |

|             |           |            |
| Abraham 80’ | Marcatori | 39’ Kasaev |

| Arbitro: | Tom Harald Hagen |

|                                  |           |            |
| Nuzzolo 26’ Steffen 67’ Frey 87’ | Marcatori | 39’ Sidibé |

| Arbitro: | Paweł Gil |

|           |           |              |
| Bilyj 27’ | Marcatori | 38’ te Vrede |

| Arbitro: | István Vad |

|                                |           |               |
| Berg 21’ (rig.), 24’, 45’, 89’ | Marcatori | 13’ Lauridsen |

| Arbitro: | Gediminas Mažeika |

|                         |           |  |
| Medjani 37’ Cardozo 73’ | Marcatori |  |

| Arbitro: | Michael Oliver |

|            |           |            |
| Lukoki 77’ | Marcatori | 82’ Krejčí |

| Arbitro: | Libor Kovařik |

|             |           |  |
| Burghiu 80’ | Marcatori |  |

| Arbitro: | Paolo Tagliavento |

|                          |           |  |
| Mazza 29’ Zīsopoulos 47’ | Marcatori |  |

| Arbitro: | Clément Turpin |

|            |           |                              |
| M. Lang 8’ | Marcatori | 14’ (aut.) Jahić 15’ Vázquez |

| Arbitro: | Hüseyin Göçek |

|                                                 |           |                |
| Dênis 29’ (aut.) Grbić 32’ Yunuszade 69’ (aut.) | Marcatori | 10’, 17’ Dênis |

| Arbitro: | Leontios Trattou |

|                   |           |                         |
| Vlasko 14’ (rig.) | Marcatori | 4’, 45+2’, 58’ Chermiti |

| Arbitro: | Matej Jug |

|             |           |  |
| Vanaken 58’ | Marcatori |  |

| Arbitro: | Carlos Gómez |

|                |           |                              |
| Malbranque 25’ | Marcatori | 72’ Fatai 81’ (rig.) Budescu |

| Arbitro: | Ruddy Buquet |

|                 |           |  |
| Xabi Prieto 71’ | Marcatori |  |

| Dugopoglie 21 agosto 2014, ore 20:30 CET | RNK Spalato   | 0 – 0 referto | Torino | Stadion Hrvatski vitezovi\| Arbitro: \| Steven McLean \| |
| Arbitro:                                 | Steven McLean |               |        |                                                          |

| Arbitro: | Antonio Mateu Lahoz |

|                           |           |                          |
| Puzigaća 26’ Duljević 59’ | Marcatori | 11’ Hahn 41’, 73’ Hrgota |

| Arbitro: | Serge Gumienny |

|            |           |  |
| Leovac 85’ | Marcatori |  |

### Ritorno
| Arbitro: | Stefan Johannesson |

|                 |           |                                             |
| Pavljučenko 85’ | Marcatori | 20’ Rezek 51’ Papoulis 78’ Thuram 84’ López |

| Arbitro: | Szymon Marciniak |

|                                          |           |  |
| Joãozinho 71’ (rig.) Pereyra 88’ Ari 90’ | Marcatori |  |

| Arbitro: | Tony Chapron |

|                              |           |  |
| Cleiton Xavier 105+1’ (rig.) | Marcatori |  |

| Arbitro: | Robert Schörgenhofer |

|           |           |                     |
| Wobay 58’ | Marcatori | 24’, 90+2’ Škuletić |

| Arbitro: | Alexandru Tudor |

|          |           |                                 |
| Poté 23’ | Marcatori | 11’ (aut.) Stepanov 90+3’ Samba |

| Arbitro: | Serhiy Boiko |

|                                                  |           |  |
| Pereyra 11’ Athanasiadis 45’ Mak 79’ Martens 84’ | Marcatori |  |

| Arbitro: | Sergei Karasev |

|  |           |           |
|  | Marcatori | 23’ Ferri |

| Spalato 28 agosto 2014, ore 19:00 CET | Hajduk Spalato | 0 – 0 referto | Dnipro | Stadio di Poljud\| Arbitro: \| Hüseyin Göçek \| |
| Arbitro:                              | Hüseyin Göçek  |               |        |                                                 |

| Rostov-na-Donu 28 agosto 2014, ore 19:00 CET | Rostov       | 0 – 0 referto | Trabzonspor | Stadio Olimp-2\| Arbitro: \| Felix Zwayer \| |
| Arbitro:                                     | Felix Zwayer |               |             |                                              |

| Arbitro: | Lee Evans |

|  |           |                  |
|  | Marcatori | 89’, 90+3’ Depay |

| Arbitro: | Manuel De Sousa |

|  |           |                                                   |
|  | Marcatori | 29’ (aut.) Ligger Moreira 44’ Kramarić 61’ Moisés |

| Arbitro: | Deniz Aytekin |

|                                        |           |           |
| Badash 27’ Zahavi 54’ (rig.) Prica 75’ | Marcatori | 23’ Goian |

| Arbitro: | Paolo Mazzoleni |

|                |           |            |
| Castaignos 37’ | Marcatori | 51’ Muarem |

| Arbitro: | Kenn Hansen |

|                                                      |           |                                 |
| te Vrede 18’ Schaken 26’ Bilyj 48’ (aut.) Manu 90+2’ | Marcatori | 56’, 80’ Malinovs'kyj 71’ Bilyj |

| Arbitro: | Danny Makkelie |

|                   |           |                         |
| Igboun 73’ (rig.) | Marcatori | 55’ Nano 74’ Klonaridis |

| Debrecen 28 agosto 2014, ore 20:30 CET | Debrecen                 | 0 – 0 referto | Young Boys | Debrecen Stadion\| Arbitro: \| David Fernández Borbalán \| |
| Arbitro:                               | David Fernández Borbalán |               |            |                                                            |

| Arbitro: | Zoran Barišić |

|                             |           |                                       |
| Schaub 10’, 13’ Wydra 90+4’ | Marcatori | 15’ Kandji 77’ Alho 88’ (rig.) Savage |

| Arbitro: | Yevhen Aranovskiy |

|                                           |                      |                                  |
| Monnet-Paquet 13’                         | Marcatori            |                                  |
| Cohade Pogba Monnet-Paquet Clément Gradel | Tiri di rigore 4 – 3 | Özgenç Özmert Mabiala Akgün Özek |

| Arbitro: | Ivan Bebek |

|                                  |           |                    |
| Krejčí 10’ Dočkal 44’ Brabec 62’ | Marcatori | 83’ (rig.) Nijland |

| Arbitro: | Tasos Sidiropoulos |

|                        |           |  |
| El Kaddouri 22’ (rig.) | Marcatori |  |

| Arbitro: | Bobby Madden |

|               |           |              |
| Chikhaoui 48’ | Marcatori | 90+2’ Špalek |

| Arbitro: | Vladislav Bezborodov |

|                                                                  |           |  |
| Hahn 20’ Xhaka 24’ Hrgota 34’, 67’, 82’ Hazard 74’ (rig.), 90+2’ | Marcatori |  |

| Arbitro: | Ovidiu Hațegan |

|                      |           |             |
| Brady 6’, 55’ (rig.) | Marcatori | 49’ Remacle |

| Arbitro: | Harald Lechner |

|                                                   |           |  |
| Kovačić 28’, 33’, 51’ Osvaldo 47’ Icardi 69’, 80’ | Marcatori |  |

| Arbitro: | Sébastien Delferière |

|                                    |           |                             |
| Marco Matias 30’ (rig.) Ghazal 53’ | Marcatori | 32’, 63’ Udodji 40’ Simović |

| Arbitro: | Miroslav Zelinka |

|                                           |           |  |
| Kane 45’ Paulinho 49’ Townsend 66’ (rig.) | Marcatori |  |

| Arbitro: | Liran Liany |

|                                              |           |  |
| Vietto 21’ (54) Soriano 61’ (rig.) Leiva 67’ | Marcatori |  |

| Arbitro: | Luca Banti |

|             |           |  |
| Vázquez 62’ | Marcatori |  |

| Arbitro: | Ivan Kružliak |

|                       |           |           |
| Čop 22’ Antolić 90+5’ | Marcatori | 59’ Albín |

| Arbitro: | Mattias Gestranius |

|                                    |           |  |
| Kucharczyk 26’ Vrdoljak 66’ (rig.) | Marcatori |  |

| Arbitro: | Kevin Blom |

|                 |           |  |
| Gonçalves 90+2’ | Marcatori |  |

## Tabella riassuntiva
| Squadra 1         | Totale          | Squadra 2                | Andata | Ritorno     |
| ----------------- | --------------- | ------------------------ | ------ | ----------- |
| Sarajevo          | 2 - 10          | Borussia Mönchengladbach | 2 - 3  | 0 - 7       |
| Astana            | 0 - 7           | Villarreal               | 0 - 3  | 0 - 4       |
| Zwolle            | 2 - 4           | Sparta Praga             | 1 - 1  | 1 - 3       |
| Asteras Tripolis  | 3 - 3 (gfc)     | Maccabi Tel Aviv         | 2 - 0  | 1 - 3       |
| Dnipro            | 2 - 1           | Hajduk Spalato           | 2 - 1  | 0 - 0       |
| Qarabağ           | 1 - 1 (gfc)     | Twente                   | 0 - 0  | 1 - 1       |
| HJK               | 5 - 4           | Rapid Vienna             | 2 - 1  | 3 - 3       |
| Zimbru Chișinău   | 1 - 4           | PAOK                     | 1 - 0  | 0 - 4       |
| Dinamo Mosca      | 4 - 3           | Omonia                   | 2 - 2  | 2 - 1       |
| O. Lione          | 2 - 2 (gfc)     | Astra Giurgiu            | 1 - 2  | 1 - 0       |
| Partizan          | 5 - 3           | Neftçi Baku              | 3 - 2  | 2 - 1       |
| Elfsborg          | 2 - 2 (gfc)     | Rio Ave                  | 2 - 1  | 0 - 1       |
| Karabükspor       | 1 - 1 (3-4 dtr) | Saint-Étienne            | 1 - 0  | 0 - 1 (dts) |
| Panathinaikos     | 6 - 2           | Midtjylland              | 4 - 1  | 2 - 1       |
| Grasshoppers      | 1 - 3           | Bruges                   | 1 - 2  | 0 - 1       |
| Rijeka            | 4 - 0           | Sheriff                  | 1 - 0  | 3 - 0       |
| Apollon Limassol  | 5 - 2           | Lokomotiv Mosca          | 1 - 1  | 4 - 1       |
| Young Boys        | 3 - 1           | Debrecen                 | 3 - 1  | 0 - 0       |
| Spartak Trnava    | 2 - 4           | Zurigo                   | 1 - 3  | 1 - 1       |
| AEL Limassol      | 1 - 5           | Tottenham                | 1 - 2  | 0 - 3       |
| Dinamo Minsk      | 5 - 2           | Nacional                 | 2 - 0  | 3 - 2       |
| Petrolul Ploiești | 2 - 5           | Dinamo Zagabria          | 1 - 3  | 1 - 2       |
| Trabzonspor       | 2 - 0           | Rostov                   | 2 - 0  | 0 - 0       |
| RNK Spalato       | 0 - 1           | Torino                   | 0 - 0  | 0 - 1       |
| Aktobe            | 0 - 3           | Legia Varsavia           | 0 - 1  | 0 - 2       |
| Lokeren           | 2 - 2 (gfc)     | Hull City                | 1 - 0  | 1 - 2       |
| Ruch Chorzów      | 0 - 1           | Metalist                 | 0 - 0  | 0 - 1 (dts) |
| PSV               | 3 - 0           | Shakhtyor Soligorsk      | 1 - 0  | 2 - 0       |
| Stjarnan          | 0 - 9           | Inter                    | 0 - 3  | 0 - 6       |
| Zorja             | 4 - 5           | Feyenoord                | 1 - 1  | 3 - 4       |
| Real Sociedad     | 1 - 3           | Krasnodar                | 1 - 0  | 0 - 3       |